# Communication virtuelle
La communication virtuelle, aussi appelée communication médiée par ordinateur, cybercommunication ou netspeak  est une forme de communication textuelle utilisant des dispositifs numériques comme transmetteur et médiateur. Elle est utilisée notamment dans les SMS, la messagerie instantanée, les forums, les jeux en lignes multijoueurs, le courrier électronique et le Web.
Ce type de communication, apparu dans les années 1980, a connu une croissance très rapide dès le milieu des années 1990. Techniquement réalisée par écrit, cette communication est considérée comme communication orale par écrit ou écrite, selon les cas. La pratique régulière, aidée par de nouveaux outils informatique, est à l'origine de l'apparition de communautés de pratiquants, de nouvelles règles de politesse, de formes d'argot, ainsi que de nouvelles pratiques de fraude et d'incivilité.

## Les usages et leur discours
Il n'existe pas de différence claire entre un discours parlé et écrit. Toutefois il y a des styles de discours qui sont plus courants dans les publications écrites et d'autres qui sont typiques de la conversation par oral. La communication virtuelle est à l'origine de nouveaux types de discours, à l'instar du discours légal, religieux, ou scientifique et des télégrammes, le discours par courrier électronique ou par messagerie instantanée possède son propre style et son jargon, le netspeak.
Dans une publication par écrit le rédacteur consacre du temps à préparer le texte, le relire, choisir les mots et corriger l'orthographe. Puis le texte sera mis à disposition de lecteurs de tous horizons, que le rédacteur ne connait pas. La durée de vie du texte est longue, le discours est typiquement impersonnel, concis et formalisé, l'emphase est assurée par le choix du vocabulaire et de la ponctuation.
L'implication est une caractéristique de la conversation orale, le locuteur vérifie constamment que son auditeur a compris le message, fait usage d'empathie et parle de lui. Le discours oral se fait dans un contexte de face-à-face, est adapté au contexte, aux locuteurs à la date et au lieu de la conversation. Le discours résultant est personnel, spontané, elliptique, allusif et informel. L'emphase est assurée par le ton de la voix et la communication non verbale.

### La messagerie instantanée
Techniquement réalisée par écrit, la communication pratiquée par SMS, messagerie instantanée ou dans un jeu multijoueurs adopte le style d'une conversation orale. Le discours est personnel, spontané, les fautes d'orthographe sont omniprésentes. Les phrases comme je te dis, parle-moi et on discute sont courantes. La communication non verbale est remplacée par des émoticônes donnant ainsi le ton du discours - comique, sarcastique ou ironique. Tout comme dans une conversation téléphonique, il y a possibilité de rétroaction: l'auditeur peut préciser son état d'esprit par des courtes phrases ou des émoticônes tout au long de la conversation.
De nombreuses abréviations sont utilisées pour écrire des expressions courantes et le texte est écrit uniquement en lettres minuscules - les majuscules étant considérées comme un cri, ce qui est souvent mal reçu. Le texte comporte des jeux de mots, des néologismes, des onomatopées et de l'argot, avec parfois une ponctuation exagérée.

### Le courrier électronique
Suivant les cas, les courriers électroniques peuvent adopter un style de l'écrit, ou à mi-chemin entre l'oral et l'écrit. Dans le premier cas, le style formel est comparable à des documents écrits - lettres professionnelles ou invitations: l'orthographe est vérifiée, le message comporte des formules de politesse et une signature. Dans le second cas le style est spontané, bidirectionnel (questions et réponses) contextuel et allusif Tu viens toujours ce soir ? le film est à l'Apollo à 20h, on se retrouve devant la porte ?. Le style formel est le plus fréquent. Contrairement à la messagerie instantanée, la rétroaction a toujours lieu a posteriori et la conversation se déroule en absence de l'autre.

### Le Web
La plupart des styles de discours par écrit sur papier - légal, religieux, politique, scientifique, médiatique, commercial et littéraire - se retrouvent sur le Web et celui-ci est un média résolument écrit. Les documents publiés sur le Web sont souvent des copies de documents papiers tels que des articles de journaux, ils conservent les caractéristiques d'orthographe, de vocabulaire et de paragraphes des originaux, tout en adoptant une présentation adaptée à la nature hypermédia du Web qui amène le lecteur à un parcours non linéaire d'un texte qui peut être agrémenté d'illustrations, de sons et de vidéo.

## Les usagers - les communautés virtuelles
Une communauté virtuelle est un collectif d'individus, qui communiquent entre eux par l'intermédiaire de dispositifs numériques et partagent un sentiment d´appartenance à un groupe suffisamment fort pour que le dispositif numérique devienne un lieu symbolique par lequel se reconnaissent tous les membres de la communauté. Par la communication virtuelle, les membres trouvent un appui affectif ou social par des gestes d'empathie et de partage de la part de leurs interlocuteurs. Peu à peu se forme au sein du collectif d'individus une structure sociale faite de règles, de normes, de codes de conduite implicites et explicites, et de sanctions en cas de non-respect. 
Contrairement à une communauté traditionnelle, dont la localisation géographique est une caractéristique clé, dans une communauté virtuelle celle-ci disparaît au profit du partage de valeurs, de croyances, d'intérêts et d'activités communes, ainsi qu'une appartenance culturelle, nationale, ethnique, religieuse, familiale, générationnelle, sexuelle ou religieuse d'un collectif qui a la forme d'une diaspora. 
À la manière d'une culture d'entreprise, une communauté virtuelle possède ses propres valeurs, son jargon, ses rituels, ses protocoles et une structure sociale hiérarchique ou chaque individu possède des pouvoirs différents suivant s'il est invité, membre actif, habitué ou autorité de la communauté, ceci en fonction de son ancienneté et de son activité au sein de la communauté.
Les études faites par Barry Wellman ont démontré que, contrairement au mythe selon lequel l'avènement d'Internet aurait entrainé le démantèlement des communautés réelles, c'est l'urbanisation, la bureaucratie, la mondialisation et la division du travail dans les sociétés post-modernes d'Amérique du Nord et d'Europe qui a entraîné une fragmentation des groupes sociaux et une baisse de la vie communautaire de voisinage dans les centres urbains. Dans une société largement connectée par des outils de télécommunication, l'arrivée de l'Internet a permis aux individus de tisser des liens et communiquer entre eux malgré ces facteurs négatifs.

## Savoir communiquer - La nétiquette
La nétiquette est un ensemble de règles de politesse et de courtoisie usuelles en communication virtuelle. Basées sur des règles classiques de savoir-vivre, elles visent à assurer la qualité de la communication entre les différents acteurs, notamment les abonnés à des forums et les membres des communautés virtuelles.
La nétiquette parle de la politesse, de l'usage de l'humour, de la critique ou de la raillerie, de la flexibilité vis-à-vis des différences de culture et de vocabulaire entre les acteurs, du racisme et du sexisme. La nétiquette parle également de l'esprit de coopération, de la longueur, la clarté et la pertinence des messages. Dans les forums, les activités commerciales - notamment la publicité - sont interdites, ainsi que les questions personnelles - notamment celles portant sur le sexe, l'âge, ou la situation personnelle d'un acteur. Elle bannit l'usage d'une fausse identité - facilitée par l'absence de face-à-face - et les violations de droit d'auteur et parle de typographie - en particulier de l'usage de majuscules - et du choix des formats de fichier.
Un comportement non conforme peut amener à des messages de régulation, destinés à éviter qu'une discussion dégénère en flamewar (guerre de diffamations). Il peut aussi parfois amener à des sanctions telles que l'exclusion d'une communauté ou l'interdiction d'écrire.

## L'argot Internet
Les communications virtuelles, en particulier celles utilisant la messagerie instantanée sont souvent faites de mots d'argot, d'abréviations, d'onomatopées, d'interjections, d'expressions faciales (smiley), d'écriture phonétique, de leet speak (écriture codée) et peuvent contenir du jargon informatique et des fautes d'orthographe.
Les mots les plus couramment utilisés dans ce type de conversations sont bjr (bonjour), lol et mdr (mort de rire), pkoi (abrégé de pourquoi), arf (onomatopée signalant l'embarras), a+ (à plus tard) ainsi que les expressions faciales :-) - le sourire, :-( - la tristesse, ;-) - le clin d'œil, :-D - le rire et :-* - le bisou.
En anglais les mots couramment utilisés sont lol (laughing out loud), fyi (for your information), btw (by the way), faq (frequently asked question), imho (in my humble opinion) et rtfm (read the fucking manual). L'acronyme rtfm a été ajouté au Oxford Dictionary of New Words en 1997.

## Effets de l'anonymat
L'anonymat est une caractéristique essentielle de la communication virtuelle. Les interlocuteurs ne se voient pas et ne connaissent souvent pas le visage de l'autre. L'usage de pseudonymes, notamment dans la messagerie instantanée, donne l'impression aux individus de ne pas être identifiables. Cette forme d'anonymat réduit la pression sociale face aux normes, et joue un rôle désinhibiteur dans les communications, ce qui a à la fois un effet positif de baisse des contraintes, et un effet négatif de baisse de responsabilité. L'agressivité verbale est également plus courante du fait que les intervenant ont peu de risque de riposte sous forme d'agressions physiques.
Selon une étude réalisée par Subrahmanyam en 2004, le comportement des filles sur les salons de rencontre sous anonymat est plus sexuellement agressif que d'ordinaire dans un environnement sans anonymat. La même liberté d'expression se retrouve dans les discussions de groupe de grandes classes où les élèves ne se connaissent pas tous. D'autres études ont démontré que les interlocuteurs sont plus enclins à donner des informations personnelles à leur sujet quand ils sont sous anonymat et également plus enclins à en demander à leur interlocuteur. ASV (acronyme de age, sexe et ville) est l'une des questions personnelles les plus fréquentes en messagerie instantanée, alors qu'une telle question est généralement superflue voire mal vue dans une communication en face-à-face.

## Outils
Internet est un réseau informatique public mondial qui fournit de nombreux services de communication textuelle, ainsi que des services de communication audiovisuels tels que le téléphone, la télévision ou la visioconférence. Les réseaux privés d'entreprise (Intranets), ainsi que les BBS fournissent également de tels services.
Des outils informatiques tels que les wiki (rédaction collaborative), ou les outils d'apprentissage en ligne combinent plusieurs services.

### Messagerie instantanée
La messagerie instantanée est un service de dialogue par messages texte personne-à-personne. Les messages envoyés sont immédiatement transmis au destinataire et ne sont pas conservés. Les dialoguent utilisent souvent l'argot Internet. La transmission immédiate permet la rétroaction (feedback), du fait que les réponses sont reçues au cours de la conversation. IRC est un service de messagerie instantanée. Windows Live Messenger et ICQ sont des outils informatiques qui exploitent leur propre service de messagerie.

### Discussions collectives (forums)
Les forums sont des espaces de discussions un-à-plusieurs. Chaque message envoyé par un abonné est immédiatement lisible par tous les abonnés. Chaque abonné peut apporter une réponse à ce message, et la réponse sera également lisible par tous. InterNetNews est un service de forums. Les listes de distribution sont un mécanisme de discussions collectives utilisant le courrier électronique. Les règles de conduite de la nétiquette ont été créés pour les besoins des forums.

### Courrier électronique
Le courrier électronique est un service de communication personne-à-personne dérivé de la poste. Chaque correspondance est transmise par une chaîne d'ordinateurs, jusqu'à la boîte aux lettres du destinataire. Le courrier électronique est sujet au spam. SMTP, POP et IMAP sont des services de courrier électronique disponibles sur Internet, Microsoft Exchange et Lotus Notes sont des services de courrier électronique utilisés dans les entreprises.

### Publication sur le World wide web
Le World Wide Web est un service de média de masse, qui permet la publication de documents hypertexte. Initialement destiné aux publication scientifique, il est aujourd'hui utilisé pour toutes sortes de documents. Les documents une fois publiés sont immédiatement à disposition du lecteur et peuvent contenir des images et des liens vers d'autres documents.
Un blog est un outil pour créer des documents triés dans l'ordre chronologique. Il est utilisé pour publier des journaux intimes, des inédits de journalistes, des satires, ou des romans.

## Malveillances
Le spam sont des messages de courrier électronique envoyés aux abonnés contre leur gré. Il s'agit le plus souvent de publicité. Le spam peut contenir des escroqueries, de la pornographie ou des mouchards et sont envoyés sous une fausse identité.
L'hameçonnage (en anglais phishing) est une technique de fraude qui vise à obtenir des renseignements personnels en envoyant du courrier électronique usurpant l'identité d'un tiers de confiance (exemple: une banque).
Une chaîne de lettres est un courrier électronique envoyé à une personne, et lui demandant d'envoyer ce courrier à d'autres personnes. Il s'agit le plus souvent d'un canular et d'une arnaque relatant l'histoire triste - et fictive - d'une personne qui a besoin d'aide et d'argent.
Un flame, aussi appelé troll, est un message révoltant, souvent insultant, politiquement incorrect, et contraire aux règles de la nétiquette. Déposé sur un forum, il peut provoquer une avalanche de réponses agressives, indicateur d'un conflit. Un modérateur est une personne qui surveille l'activité des forums, et supprime les messages insultants ou diffamatoires.
le flood (traduction: inondation) est la pratique d'envoyer à répétition une grande quantité de messages dénués de sens sur la messagerie instantanée. Ce qui a pour effet de noyer les discussions et provoquer une augmentation des temps de latence, voire l'arrêt des services.